# Copaifera oblongifolia
Copaifera oblongifolia är en ärtväxtart som beskrevs av Carl Friedrich Philipp von Martius. Copaifera oblongifolia ingår i släktet Copaifera, och familjen ärtväxter.

## Underarter
Arten delas in i följande underarter:
- C. o. comosa
- C. o. dawsonii
- C. o. oblongifolia